# Kamil Ausbuher
Kamil Ausbuher (* 7. srpna 1975 Podbořany) je bývalý český cyklista – cyklokrosař.
Na seniorském mistrovství světa v roce 2006 skončil na 6 místě a v roce 2009 na 18 místě. V roce 2010, jako jezdec týmu Budvar Tábor se stal celkovým vítězem Českého cyklokrosového poháru (Budvar Cupu).
Po skončení závodní kariéry v roce 2010, začal pracovat jako elektrikář a ve volném čase hraje kuželky za SKK Podbořany.